# Cristopher Toselli
Christopher Toselli, egentligen Christopher Benjamín Toselli Ríos, född 15 juni 1988 i Antofagasta, är en chilensk fotbollsmålvakt från Club Deportivo Universidad Católica.

## Karriär

### Universidad Católica
Toselli började spela fotboll i Universidad Católicas ungdomssektion. Han flyttades sedan upp till lagets A-trupp då förstekeepern Rainer Wirth lånades ut till Deportes Temuco.

## Landslaget
Toselli var en viktig spelare för Chile U20 då laget deltog i VM i Kanada 2007.

## Bedrifter
- 3:e pris i U20 VM i Kanada